# Хакаби, Майк
Майкл Дейл (Майк) Хакаби (англ. Michael Dale "Mike" Huckabee; род. 24 августа 1955, Хоп, Арканзас) — консервативный американский политик, член Республиканской партии. Губернатор штата Арканзас (1996—2007). Председатель Ассоциации губернаторов Юга, Председатель Национальной ассоциации губернаторов США (2005—2007). Кандидат в Президенты США в 2008 году (занял третье место на праймериз своей партии). Священнослужитель Баптистской церкви, пастор, президент Союза баптистов Арканзаса (1989—1991). Ведёт телепрограмму на американском новостном канале Fox News.

## Биография
Майкл Дейл Хакаби (Michael Dale Huckabee), более известный как Майк Хакаби (Mike Huckabee), родился 24 августа 1955 года в городе Хоп (штат Арканзас, США), где ранее появился на свет будущий президент США Билл Клинтон. Отец Майка работал пожарным, в свободные дни подрабатывал механиком. Мать была клерком в газовой компании, по другим данным — в транспортной компании Louisiana Transit Company.
Семья жила бедно, но родители делали все возможное, чтобы дать Майку и его старшей сестре Патрисии (Patricia) достойное образование. Хакаби-старший не получил полного среднего образования, некоторые источники также утверждали, что его сын стал первым членом семьи, окончившим старшие классы средней школы.
Майк учился усердно, был выбран президентом (старостой) своего класса. Дважды в неделю посещал баптистские богослужения: он стал прихожанином местной Баптистской церкви имени Гаррета (Garrett Memorial Baptist Church) в 1965 году, и с тех пор религия в его жизни играла очень значительную роль. В свободное время Хакаби играл рок-н-ролл на бас-гитаре.
В одиннадцать лет Майку довелось впервые выступить по радио. Играя в детской бейсбольной команде, он получил травму, и тренер отправил его помогать диктору, который комментировал игры на местном радио. Однажды Майк подменил заболевшего диктора, и менеджер радиостанции остался так им доволен, что пообещал ему постоянную работу. В четырнадцать лет Майк стал выступать на радио с обзором местных новостей и результатов спортивных соревнований.
В старших классах школы Хакаби, как ранее Клинтон, принимал участие в Arkansas Boys State — молодежной политической программе. Там он в 1972 году баллотировался на высшую должность — губернаторскую — и одержал уверенную победу. Майк вырос в условиях расовой сегрегации, которая, по воспоминаниям друзей, вызывала у него глубокое возмущение. Впоследствии он неизменно уделял большое внимание борьбе против расовой дискриминации.
Когда Майку было пятнадцать лет, пастор местной церкви попросил его произнести проповедь. Молодой человек нервничал, однако опыт оказался удачным и приятным. Хотя многие знакомые прочили Майку карьеру в политике, по окончании школы он решил стать проповедником. Тем не менее, по собственным воспоминаниям, конечной своей целью Хакаби видел именно политическую деятельность.

### Пасторское служение

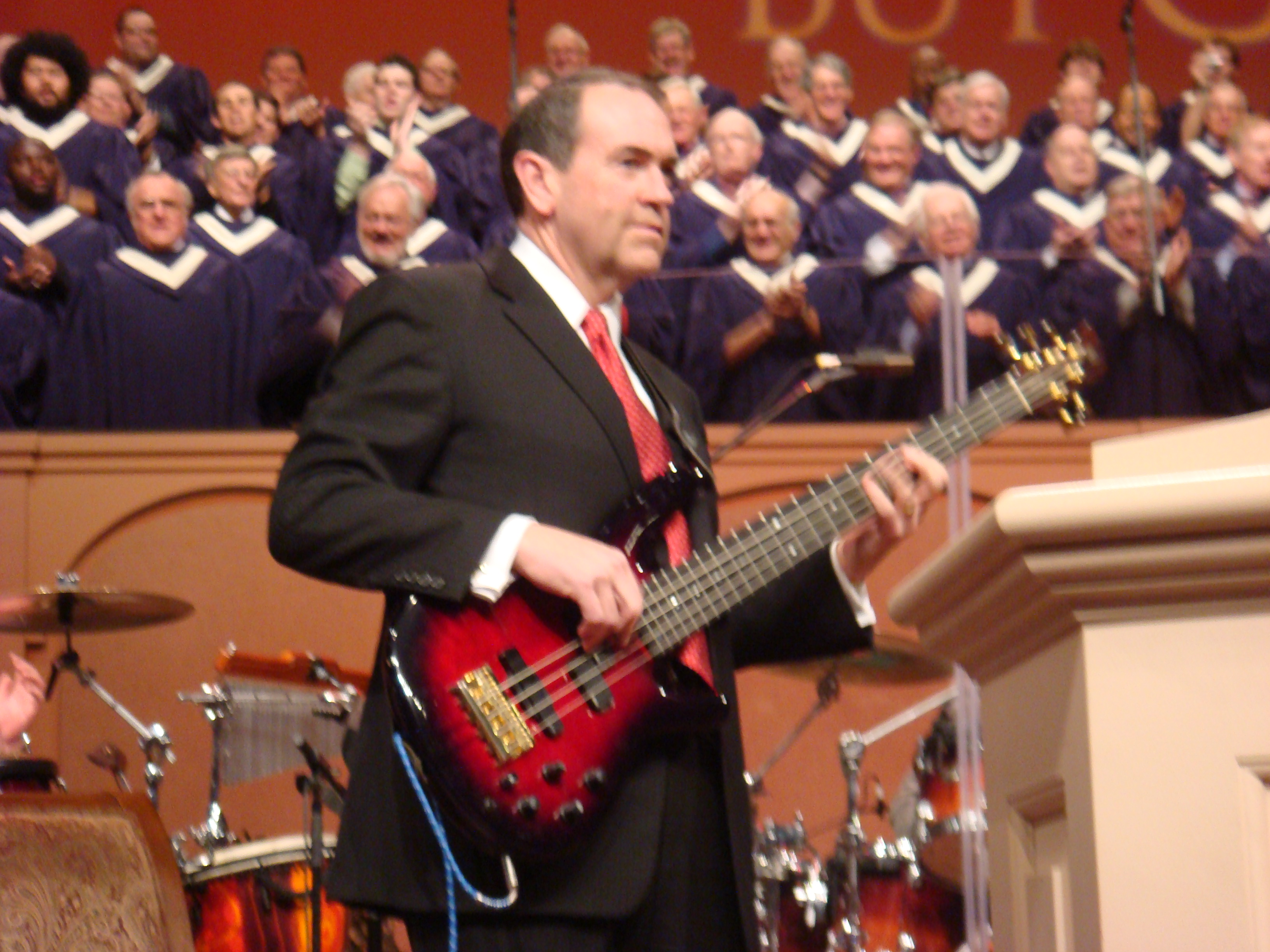
Хакаби в баптистской церкви в 2008 году

В 1973 году Хакаби поступил в Баптистский университет Уошито в городе Аркаделфия (штат Арканзас). В 1974 году он женился на Джанет Маккейн (Janet McCain), с которой начал встречаться в старших классах школы и которая вместе с ним поступила в университет. В студенческие годы Хакаби зарабатывал деньги ведущим рок-н-ролльной радиопередачи на местной станции, а по воскресеньям читал проповеди в небольшой баптистской церкви: в 1974 году он прошел рукоположение в пасторы Собрания баптистов Юга (Southern Baptist Convention). Четырёхлетний бакалавриат по специальности «религия» Хакаби сумел завершить за два с половиной года и в 1976 году, а по другим данным — в 1975 году окончил университет.
Затем он поступил в Баптистскую богословскую семинарию Юго-Запада в городе Форт-Уорт (Техас), но в 1977 году бросил учёбу и стал работать в Далласе (Техас) на телевизионного проповедника Джеймса Робисона (James Robison). В его обязанности входило объявлять выступление босса в телевизионном эфире и на публичных выступлениях, заниматься организаторской работой и связями с общественностью. У Робисона Хакаби научился непринужденному общению с телезрителями. Впоследствии он также рассказывал, что в этот период старался пополнить запас знаний, штудируя выпуски журнала Reader’s Digest.
В 1980 году Хакаби принял участие в президентской избирательной кампании республиканца Рональда Рейгана. Помощник телепроповедника был одним из организаторов встречи Рейгана с христианами-евангелистами в Далласе и получил возможность лично встретиться с кандидатом. Встреча произвела на него большое впечатление: по собственным словам Хакаби, тогда он смог оценить роль верующих в политике.
В планы Хакаби входило вернуться в родной штат и возглавить собственный церковный приход. В 1980 году его пригласили временно исполнять обязанности пастора в Баптистской церкви Иммануила (Immanuel Baptist Church) в городе Пайн-Блафф (Арканзас), и он согласился. Приход был довольно захудалым и располагался в городе с большим количеством церквей, но спустя несколько месяцев Хакаби решился руководить им на постоянной основе.
Он уговорил прихожан пожертвовать деньги на ремонт церкви, там были установлены новые скамьи, стекла с витражом и мощная звуковая система. Вскоре приход Хакаби стал расти — молодые семьи охотно приходили слушать 26-летнего пастора, который любил рок-н-ролл, кроме того Хакаби размещал на автобусных остановках рекламу своей церкви.
Решающий для развития прихода шаг Хакаби сделал, выйдя в телеэфир. Он создал собственный небольшой телеканал ACTS-TV (American Christian Television Systems), бывший не только единственным христианским каналом в городе, но и единственным местным каналом вообще. Таким образом, проповеди молодого пастора достигли всех телезрителей Пайн-Блафф. Помимо трансляции богослужений, в эфир выходили программы на общие темы. Сам Хакаби по воскресным вечерам стал вести шоу, превратившееся в его визитную карточку, — «Положительные альтернативы» (Positive Alternatives). Ведущий брал интервью у местных знаменитостей, коллег-пасторов, консультантов по различным вопросам.
Церковный приход Иммануила был исключительно белым, и Хакаби пошёл на рискованный шаг. Он позволил прийти в церковь негру, что вызвало у местных старейшин возмущение. Однако пастор настаивал на своём решении и грозился покинуть церковь. В итоге часть прихожан в знак протеста ушли, но приход стал смешанным.
В 1986 году Хакаби перешел на новое место — в Первую баптистскую церковь на Бич-Стрит (Beech Street First Baptist Church) в городе Тексаркана (Арканзас). Там в 1987 году он создал и возглавил компанию Beech Street Communications, которая выпускала в эфир телеканал KBSC-TV, завоевав среди местных жителей большую популярность.
В 1989 году Хакаби одержал решительную победу на выборах президента Собрания баптистов Арканзаса и занимал этот пост параллельно с пасторской деятельностью в течение двух лет. Хотя должность президента была во многом церемониальной, она принесла Хакаби, стороннику умеренной церковной политики, значительную известность (в Арканзасе одна пятая населения — баптисты) и опыт переговорной деятельности: ему приходилось урегулировать ожесточенные теологические споры и распри между священнослужителями.

### Политическая деятельность в штате Арканзас
Хакаби советовали попробовать силы в борьбе за должности в государственных органах власти, и в 1992 году он оставил служение для участия в выборах в Сенат в качестве республиканского кандидата. Поясняя своё решение, Хакаби рассказывал, что в церкви ему стало все больше не хватать политической борьбы. Он баллотировался с правой консервативной программой, преимущественно ориентированной на социальные вопросы. В частности, он ратовал за запрещение абортов и однополых браков, а также за изоляцию от общества больных СПИДом граждан.
Противником Хакаби был действующий сенатор-ветеран от демократов Дейл Бамперс (Dale Bumpers), пользовавшийся в штате большой популярностью. Хакаби выступил с жесткой критикой в адрес оппонента, в частности назвав его «порнографом»: пастору не нравилась поддержка, которую Бамперс оказывал Национальному фонду искусств (National Endowment for the Arts). Подобного рода нападки на уважаемого в штате политика свели на нет шансы Хакаби на победу. Республиканец проиграл: за него проголосовали 40 процентов избирателей, Бамперса поддержали 60 процентов. В последующий период, с 1992 по 1996 год, Хакаби был президентом базирующейся в Тексаркане компании Cambridge Communications.
В 1993 году в связи с избранием губернатора Арканзаса Клинтона в президенты главой исполнительной власти штата стал вице-губернатор, демократ Джим Гай Такер, а в штате были назначены внеочередные выборы на вице-губернаторский пост. По совету политических сторонников Хакаби принял в них участие. На этот раз он выступал как консервативный популист, преимущественно рассуждая о разных способах улучшения качества жизни граждан. Кампания Хакаби прошла успешно, и он одержал победу. Как единственный республиканец, занимавший пост на уровне штата, в первый год он регулярно вступал в стычки с демократами, однако на выборах 1994 года был успешно переизбран, получив 58 процентов голосов и победив соперника-демократа Чарли Коула Чаффина (Charlie Cole Chaffin).
На промежуточных выборах в Конгресс, проходивших в 1996 году, Хакаби вновь вступил в борьбу за место в Сенате и благополучно лидировал в предвыборных рейтингах. Его планы были нарушены, когда Таккеру пришлось со скандалом уйти в отставку: губернатора признали виновным в заговоре и мошенничестве в связи с нашумевшим делом обанкротившейся корпорации Whitewater. После этого Хакаби, снявшись с сенатских выборов, занял в июле пост губернатора штата Арканзас.
Хакаби стал всего лишь вторым в истории Арканзаса губернатором-республиканцем. В штате традиционно были сильны демократы, и тем не менее бывшему священнослужителю удалось дважды одержать победу на губернаторских выборах. В 1998 году он оставил позади конкурента-демократа Билла Бристоу (Bill Bristow), набрав 59,7 процента голосов, а в 2002 году получил 53 процента и победил казначея штата Джимми Лу Фишера (Jimmie Lou Fisher). Рейтинг популярности Хакаби в Арканзасе стабильно удерживался на уровне выше 50 процентов.
Хотя демократам сперва не нравился губернатор, занимавший жесткую позицию в отношении абортов и гомосексуалистов, ему вскоре удалось завоевать расположение политических конкурентов. Демократам пришлась по душе одобренная Хакаби ARKids First — программа медицинского страхования детей из малообеспеченных семей, а также выделение дополнительных средств на развитие школ. Кроме того, Хакаби выступал за предоставление государственных социальных услуг нелегальным иммигрантам, в частности безуспешно пытался провести законопроект о предоставлении нелегалам права поступать в университеты штата.
Разумеется, политика, пользовавшаяся одобрением демократов, у многих однопартийцев Хакаби вызывала противоположную оценку. Особенно они остались недовольны увеличением налогов, к которому губернатор прибег для покрытия расходов на ремонт дорог Арканзаса и другие общественные нужды. Политика Хакаби в области налогов, иммиграции и образования заставила многих республиканцев, выступавших за сокращение государственного вмешательства в жизнь граждан, видеть в нём скрытого адепта либерализма в духе Клинтона. В этом отношении показательно, что после прихода Хакаби на губернаторский пост многие руководители ведомств штата, назначенные ещё при Клинтоне, остались на своих местах.
Губернаторство Хакаби было омрачено его причастностью к значительному количеству скандальных историй разного рода, в основном связанных с предполагаемыми злоупотреблениями властью. Большое внимание привлекали помилования, которые власти штата даровали осужденным преступникам. По мнению критиков, стремление Хакаби «прощать грешников» нередко шло вразрез со здравым смыслом. Наибольшую известность получил один подобный случай. В 1999 году комиссия по помилованию досрочно выпустила на свободу Уэйна Дюмонда (Wayne Dumond), осужденного за совершенное в 1984 году похищение и изнасилование 17-летней девушки. Критики Хакаби полагали, что он, как губернатор, был причастен к этому решению. Дюмонд же, выйдя на свободу, совершил новое преступление — убийство женщины.
В 2003 году Хакаби пришлось пережить тяжелый личный удар. У губернатора, весившего почти 150 килограммов, диагностировали сахарный диабет. От врача Хакаби узнал, что жить ему осталось не более десяти лет, если он не сбросит избыточный вес. После этого он прибег к интенсивной диете и программе тренировок, что позволило ему за год потерять примерно 50 килограммов, и даже стал принимать участие в марафонских забегах. Эта история принесла губернатору общенациональную известность. Когда в 2004 году исследования специалистов показали, что избыточный вес имели 63 процента арканзасцев, Хакаби основал программу пропаганды здорового образа жизни «Здоровый Арканзас» (Healthy Arkansas). Его личный опыт оздоровления нашел отражение в опубликованной в 2005 году книге «Бросайте рыть собственную могилу ножом и вилкой» (Quit Digging Your Grave with a Knife and Fork).
В 2005 году Хакаби возглавил Национальную ассоциацию губернаторов США. Ранее он занимал пост председателя Ассоциации губернаторов Юга.

### Президентская кампания 2008 года

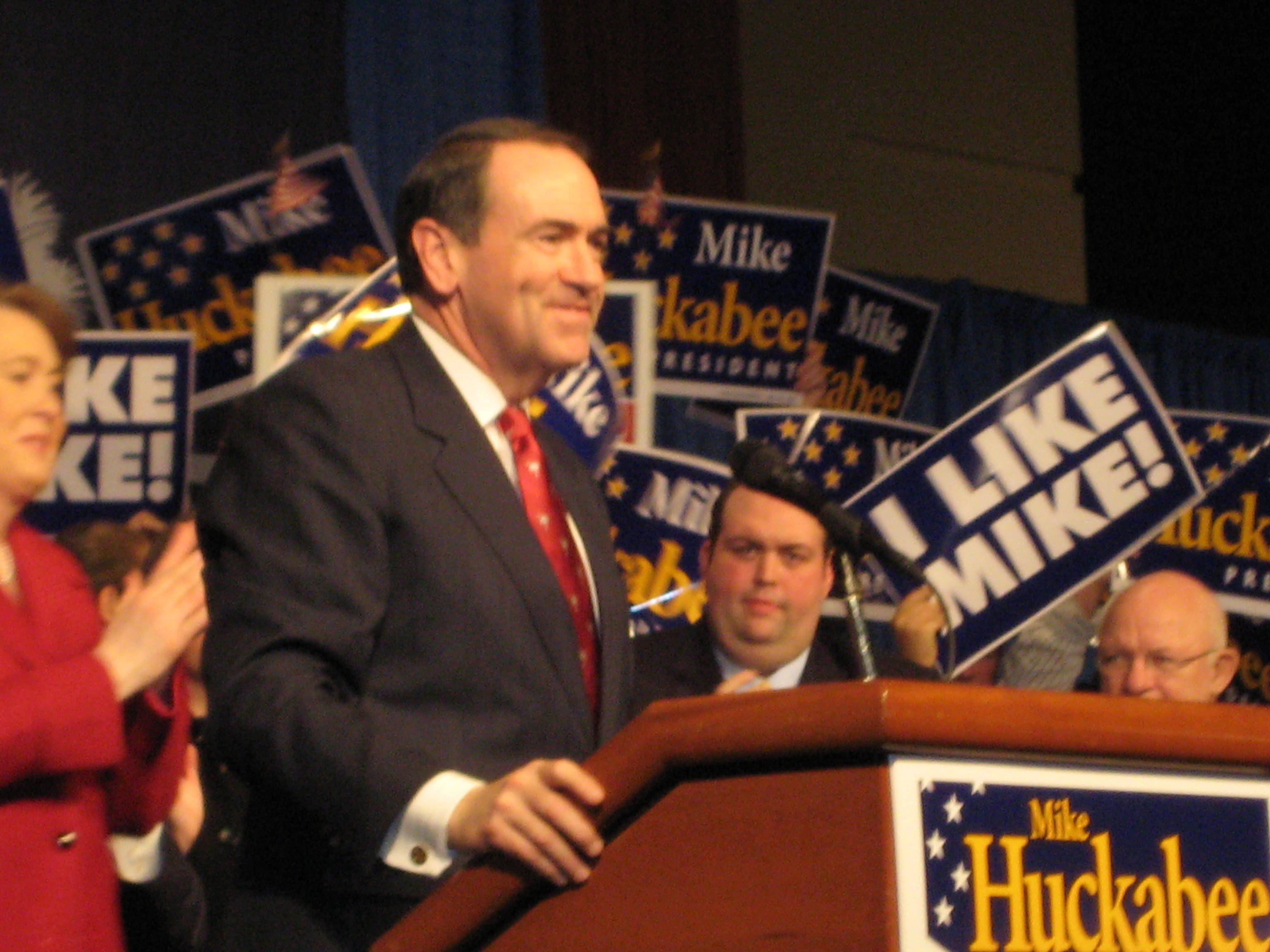
Выступление Хакаби в президентской кампании 2008 года

Из-за установленных законодательством штата ограничений, в губернаторских выборах 2006 года Хакаби участвовать не мог, и покинул свой пост в январе 2007 года. В конце того же месяца Хакаби объявил о своих претензиях на президентский пост и вступил в республиканскую гонку за выдвижение на выборах-2008 (возможность этого шага он начал рассматривать ещё в 2004 году).
Изначально Хакаби заметно уступал по популярности главным конкурентам — бывшему мэру Нью-Йорка Рудольфу Джулиани, сенатору Джону Маккейну и экс-губернатору Массачусетса Митту Ромни, но надеялся укрепить свои позиции за счет избирателей, ориентирующихся на традиционные консервативные ценности. Кроме того, Хакаби возлагал надежды на симпатии американцев к аутсайдеру, которому любые успехи даются благодаря немалым усилиям.
Внешнеполитическая платформа бывшего губернатора включала одобрение иракской войны. Он заявил о поддержке курса на увеличение американского военного присутствия в Ираке, который проводил президент Буш. Кроме того, Хакаби ратовал за борьбу с зависимостью США от импортных поставок продовольствия и энергоносителей.
В вопросах экономики Хакаби выступил за отмену подоходного налога и его замену на федеральный налог с продаж. Критики полагали, что такие меры ударят по менее обеспеченным слоям американского населения — несмотря на предложенную Хакаби систему компенсаций. В то же время, Хакаби отказывался от традиционной для связанных с крупным бизнесом республиканцев политики сокращения налогов и максимально свободного рынка, полагая, что она приводит к обогащению богатых и обеднению малоимущих. В области здравоохранения Хакаби намеревался акцентировать внимание на профилактических мерах. В его планы входило развитие медицинского страхования детей из малообеспеченных семей. Он был единственным из республиканских кандидатов, кто заявлял о необходимости борьбы с проявлениями расизма, подчеркивая, в частности, что суды назначали неграм из бедных районов более суровые приговоры, нежели белым, совершившим аналогичные преступления.
В ходе своей кампании Хакаби постоянно апеллировал к Богу, ссылался на Библию, охотно рассуждал на богословские темы и позиционировал себя как «христианского лидера». При этом в гонке 2007 года вопрос о религиозных воззрениях кандидатов привлекал большое внимание, и Хакаби подчеркивал, что для него вера — не часть предвыборной полемики, а определяющая сила всей его жизни.
Хакаби неизменно выступал против абортов и гомосексуальных браков, обосновывая своё мнение религиозными догматами. Узаконенные в США аборты он в одном из выступлений назвал «холокостом». Эта ремарка вызвала неудовольствие еврейской общественности в лице «Лиги против клеветы» (Anti-Defamation League). Евреев Хакаби также умудрился задеть, сравнив свою жизнь во время борьбы с лишним весом с условиями в концентрационном лагере.
Хакаби заявлял, что не верит в справедливость теории эволюции, и выступал за преподавание американским учащимся креационистской теории наравне с эволюционной. Такие позиции делали кандидатуру Хакаби потенциально неприемлемой для светски настроенных избирателей, однако он рассчитывал завоевать голоса как неверующих, так и представителей других конфессий, подчеркивая неагрессивность своих взглядов: «Я консерватор, но не злюсь на кого-либо по этому поводу». В то же время, он был уязвим и для религиозных консерваторов, которые могли быть недовольны его умеренностью и либеральным курсом в собственной церкви.
В августе 2007 года кампания Хакаби пришла к первому значительному успеху. Опрос общественного мнения в Айове, где в январе должны были пройти первые республиканские кокусы, показал неожиданно хороший результат: Хакаби набрал 18 процентов рейтинга, заняв второе место после Ромни (32 процента).
Растущую популярность Хакаби называли «местью социальных консерваторов» — именно эта ключевая для республиканского электората группа составляла главную базу его поддержки. Избегая открытой конфронтации с соперниками, Хакаби позиционировал себя как единственный «последовательный консерватор» в гонке и аккуратно указывал на идейное непостоянство других кандидатов. Он подчеркивал, что в своих социальных воззрениях (в частности относительно абортов и стволовых клеток эмбрионов) придерживался неизменной позиции долгие годы, и ему не пришлось, в отличие от других, приспосабливать их к предвыборным нуждам. Многие американцы высоко оценивали честность и моральные устои Хакаби, а также его чувство юмора.
В ноябре 2007 года сторонником Хакаби выступил киноактер и спортсмен Чак Норрис, разделяющий его религиозные и консервативные политические взгляды. В частности, на сервере YouTube был опубликован предвыборный ролик Хакаби с участием Норриса, обыгрывающий популярные среди пользователей интернета «факты о Чаке Норрисе». Поддержка Норриса на этом этапе сыграла заметную роль в усилении Хакаби. В ноябре экс-губернатор заметно укрепил свои позиции в Айове, практически догнав в рейтингах давно лидировавшего в этом штате Ромни, разрыв между ними составлял всего четыре процента (28 у Ромни, 24 у Хакаби).
Толчок кампании Хакаби дал выход из гонки сенатора Сэма Браунбэка, который тоже апеллировал к консервативной и религиозной части электората. Кроме того, сказались неудачи Фреда Томпсона. На этого кандидата возлагались немалые надежды, и именно он мог стать приемлемым для многих «южным консерватором». Однако кампания Томпсона задохнулась: ей не хватало энергии, освещения в СМИ и четкого политического посыла. Впрочем, сам Хакаби связывал свои успехи с вмешательством высших сил.
В начале декабря Хакаби удалось вырваться в Айове на первое место, оставив позади Ромни, хотя тот тратил на кампанию намного больше средств. Согласно результатам одного из опросов, разрыв между двумя кандидатами был уже очень велик — 39 процентов поддержки у Хакаби и всего 17 у Ромни. В то же время, результаты опросов свидетельствовали, что Хакаби не хватает популярности в Нью-Гэмпшире и других штатах ранних туров праймериз — Мичигане, Южной Каролине и Неваде. Нью-Гэмпшир обещал стать особенно трудным участком, поскольку в этом штате республиканцы в основном придерживались умеренных социальных взглядов.
14 декабря 2007 года Хакаби представил публике нового советника руководителя своей кампании — опытного республиканского организатора Эда Роллинса (Ed Rollins). Роллинс, в частности, в 1984 году помог Рейгану завоевать переизбрание в Белый дом. Наблюдатели полагали, что назначение Роллинса может значительно усилить кампанию Хакаби.
Согласно результатам одного из опросов, опубликованным 17 декабря 2007 года, Хакаби удалось не только завоевать лидерство в Айове, но и вырваться на первое место в общенациональной гонке, обойдя Джулиани. Наблюдатели предполагали, что, даже потерпев неудачу на праймериз, Хакаби мог бы поучаствовать в непосредственной борьбе за Белый дом как напарник Джулиани. Консервативные социальные взгляды бывшего губернатора в этом случае могли бы компенсировать излишнюю, с точки зрения многих республиканцев, либеральность «мэра Америки». Тем более, что в экономических вопросах соотношение их программ было прямо противоположным: Джулиани выступал за твердую консервативную линию, а Хакаби был весьма либерален.
Большую опасность для Хакаби создавал недостаток у него средств на размещение в СМИ предвыборной рекламы. Вопрос об этой рекламе стал особенно актуален, поскольку с ростом популярности экс-губернатора больше внимания ему стали уделять не только репортеры, но и конкуренты. Последние стали более активно прибегать к информационным атакам против новоявленного фаворита. Ромни, в частности, обличал его излишне мягкие позиции по налоговой и миграционной политике. В отношении Ромни, исповедующего религию мормонов, со стороны Хакаби прозвучали резкие ремарки. В частности, пресса процитировала такой вопрос бывшего арканзасского губернатора: «Разве мормоны не верят, что Иисус и дьявол — братья?» Хакаби пришлось принести сопернику публичные извинения.
Поток негативных сообщений о Хакаби становился все более интенсивным. Некоторые его бывшие сторонники рассказывали о скверном характере экс-губернатора, разительно отличающемся от его благодушного публичного образа: Хакаби, по их словам, был очень вспыльчив и злопамятен. Кроме того, бывшие сторонники, некогда разочаровавшиеся в Хакаби, указывали на его приверженность экономическому либерализму, более свойственному демократам. Звучали утверждения о том, что Хакаби в свои губернаторские годы якобы разрушил консервативное движение Арканзаса, а теперь обманывает однопартийцев на предмет своего «последовательного консерватизма». Подтверждение этому находили в том, что Хакаби был единственным республиканским кандидатом, выступившим против вето, наложенного президентом Бушем на демократический законопроект о значительном расширении Государственной программы детского здравоохранения (State Children’s Health Insurance Program, SCHIP). Кроме того, только двое кандидатов — Хакаби и Маккейн — одобряли программу борьбы с глобальным потеплением с помощью системы квот на промышленные выбросы.
Вниманию общественности были представлены все сомнительные эпизоды работы Хакаби в Арканзасе. Сообщалось, что на посту губернатора он, якобы в нарушение установленных правил, принимал деньги и дорогие подарки от друзей и сторонников. За это комиссия штата по этике пять раз подвергала его санкциям и штрафам. Также против губернатора было проведено закончившееся ничем расследование на предмет использования авиатранспорта штата для личных и политических нужд. Ранее, в бытность вице-губернатором, Хакаби получил немалые денежные суммы в виде гонораров за выступления от базирующегося в Техасе фонда Action America, связанного с крупной табачной корпорацией R.J. Reynolds. Корпорация якобы была заинтересована в отказе от введения федерального табачного налога, предложенного администрацией Клинтона. Хакаби настаивал, что все полученные им средства были законным образом зарегистрированы, но отказывался называть конкретных жертвователей и настаивал, что о каких-либо их связях с табачной индустрией не знал. Эти его утверждения опровергались некоторыми источниками, в том числе его бывшими приближенными, которые сообщали, что вице-губернатор лично встречался и вел переговоры с представителем R.J. Reynolds.
Припомнили Хакаби и историю с досрочным освобождением Дюмонда. Бывший губернатор утверждал, что не был непосредственно причастен к решению арканзасской комиссии по помилованию, хотя и был в курсе происходящего. Сам же убийца и насильник к этому времени уже умер в тюрьме. Тем не менее, родственники жертв Дюмонда организовали кампанию против Хакаби. Вспоминали и идею Хакаби образца 1992 года об изоляции больных СПИДом.
У Хакаби и его супруги Джэнет трое взрослых детей — сыновья Джон Марк (John Mark) и Дэвид (David) и дочь Сара (Sarah). Все трое приняли участие в избирательной кампании отца, и их не миновали скандальные обличения: у бывшего губернатора спрашивали, причастен ли Дэвид Хакаби к совершенному в 1998 году убийству бродячей собаки.
На кокусах республиканцев в Айове, с которых 3 января 2008 года начался сезон первичных выборов, Хакаби удалось одержать решительную победу над Ромни и другими соперниками. Бывший губернатор Арканзаса набрал 34,3 процента голосов, его ближайший конкурент Ромни — 25,3 процента. В последующий период Хакаби удалось выиграть голосования ещё в семи штатах. Ромни 7 февраля снял свою кандидатуру, и Хакаби стал основным конкурентом лидировавшего в гонке Джона Маккейна. Он последовал примеру Ромни лишь после того, как в результате праймериз 4 марта Маккейн фактически обеспечил себе выдвижение в президенты. Официально отказавшись от претензий на Белый дом, Хакаби выступил в поддержку Маккейна.

### Президентская кампания 2016 года
5 мая 2015 года Хакаби объявил о своём участии в борьбе за выдвижение кандидатом в президенты от Республиканской партии на выборах 2016 года. В сентябре 2015 года Хакаби заявил о своей поддержке Ким Дэвис, оказавшейся в тюрьме из-за отказа регистрировать однополые браки.

## Вне политики
В 2012 году стал ведущим ток-шоу для радисети Cumulus Media.

## Книги и увлечения
Перу Хакаби, помимо упомянутого выше труда о здоровом образе жизни, принадлежат ещё несколько книг: «Дело в характере» (Character is the Issue, 1997) — в соавторстве с Джоном Перри (John Perry); «Дети, которые убивают» (Kids Who Kill, 1998); «Живя дольше целой жизни» (Living beyond Your Lifetime, 2000); «Из Хопа к вершинам» (From Hope to Higher Ground, 2007). Бывший губернатор верен своему музыкальному увлечению и играет на бас-гитаре в рок-группе Capitol Offense.